# Greetje den Ouden-Dekkers
Margarethe Jacoba Huberta (Greetje) den Ouden-Dekkers (Bergen op Zoom, 1 januari 1940 – Wageningen, 18 december 2022) was een Nederlands politica namens DS'70 en de VVD.
Den Ouden-Dekkers volgde een opleiding tot onderwijzeres. Zij werd tevens politiek actief, in eerste instantie bij DS'70. In 1977 sloot zij zich aan bij de VVD, waarvoor zij lid werd van de gemeenteraad van Wageningen. In 1982 werd zij gekozen als lid van de Tweede Kamer, wat zij bleef tot 1986.
Van 1 mei 1989 tot 1 mei 1997 was Den Ouden-Dekkers voorzitter van de Emancipatieraad.
Greetje den Ouden-Dekkers overleed in 2022 op 82-jarige leeftijd.
- Parlement.com: vg09llng31wf